# Nichols Hills (Oklahoma)
Nichols Hills es una ciudad ubicada en el condado de Oklahoma en el estado estadounidense de Oklahoma. En el año 2010 tenía una población de 	3710 habitantes y una densidad poblacional de 713,46 personas por km².

## Geografía
Nichols Hills se encuentra ubicada en las coordenadas 35°29′29″N 97°19′43″O / 35.49139, -97.32861 (35.491411, -97.328519).

## Demografía
Según la Oficina del Censo en 2000 los ingresos medios por hogar en la localidad eran de $86,303 y los ingresos medios por familia eran $125,748. Los hombres tenían unos ingresos medios de $89,944 frente a los $39,643 para las mujeres. La renta per cápita para la localidad era de $73,661. Alrededor del 4.5% de la población estaban por debajo del umbral de pobreza.